# Gotemburgo
Gotemburgo (en sueco: Göteborg [jœteˈbɔrj]ⓘ) es la segunda ciudad en importancia y tamaño de Suecia, después de la capital, Estocolmo. Ubicada en la provincia de Gotia Occidental en la costa oeste del país, en la desembocadura del río Göta älv en el estrecho de Kattegat. Es la sede administrativa y arzobispal de la provincia.
El puerto de Gotemburgo es el más grande entre los países nórdicos ya que tiene sus aguas descongeladas durante todo el año. Es el lugar de tránsito de la mayor parte de las exportaciones e importaciones de Suecia.
Grandes industrias como SKF y AB Volvo tienen sus oficinas principales en esta ciudad. Sede de dos establecimientos universitarios, tiene la población universitaria más numerosa de Escandinavia. En las últimas décadas se ha desarrollado el turismo y los eventos culturales.
Fue fundada y fortificada en 1621 por el rey Gustavo II Adolfo, después de varios intentos fallidos de fundación debido a los ataques de daneses y noruegos.

## Historia
El territorio de la costa oeste de Suecia ha estado habitado desde hace miles de años.
Durante la Edad de Piedra existió un asentamiento humano en el lugar que hoy ocupa Gotemburgo, testimoniado por la existencia de petroglifos hallados en las áreas de Askim, Hovås, Billdal, Påvelund (Västra Frölunda), Vikan (Arendal), Högstena (Björlanda), Unnered (Tuve), y una pintura rupestre en Tumlehed (Hisingen).
Posteriormente la región meridional de la península escandinava estuvo habitada por un pueblo que recibió el nombre de göther. Existe cierta confusión en la identificación de este pueblo debido a los diversos nombres que recibieron: göther, gaetar, guter, gautar, jutar, goter, iotas, llamados también en castellano godos, gautas y jutos. Como la fonética indica un sonido parecido, esto podría indicar que hubo un pueblo original que luego se dispersó. En todo caso se ha perpetuado hasta la actualidad, recibiendo el actual territorio del sur de Suecia el nombre de Gotia.
No existen referencias específicas sobre el lugar que ocuparía el futuro Gotemburgo, durante los llamados período de las migraciones y época vikinga, aunque hay una referencia en las sagas islandesas a Elfarsker (los islotes del río), que podría referirse al archipiélago de Gotemburgo.
El precedente más inmediato de Gotemburgo fue un poblado sueco llamado Lödöse, nombrado en algunos escritos alrededor del año 1300, ubicado a unos 40 km corriente arriba del río Göta älv, el cual servía como punto de intercambio comercial y puerto durante la Edad Media.
Suecia solo poseía en la región un corredor de 10 km de ancho con salida al mar, por lo que su importancia estratégica era altísima. Con la aparición de los reinos de Noruega y Dinamarca, el poblado comenzó a sufrir del control y ataques de noruegos y daneses, lo que motivó el traslado de la población a lo que hoy se conoce como el suburbio Gamlestaden en la ciudad de Gotemburgo, recibiendo el nombre de Nueva Lödose.
En 1366 se construyó una fortificación de madera para proteger a los habitantes, que fue destruida en 1502 y reemplazada por otra fortificación más permanente.

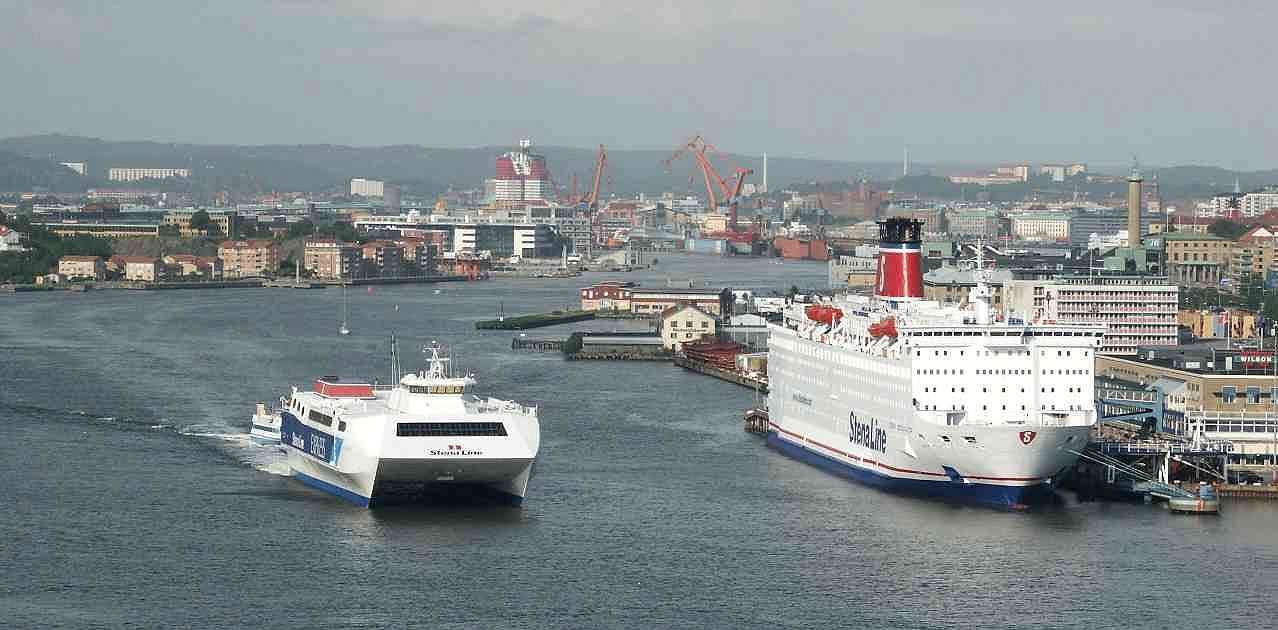
El puerto de Gotemburgo

Otra fortificación que se construyó a mediados del siglo XIV, para reforzar la presencia de Suecia en el área, fue una fortaleza llamada Älvsborg en la desembocadura del río Göta älv, en el lugar denominado Klippan, que cambió de manos varias veces entre suecos, daneses y noruegos, además de refacciones y reforzamientos hasta mediados de la década de 1660, cuando definitivamente se demolió para usar sus materiales en la construcción de una nueva fortaleza con el nombre Nueva Älvsborg, que también sufrió ataques daneses, siendo el último en 1719. Hoy la fortaleza es una atracción turística.
Las continuas turbulencias políticas entre los reinos de Suecia, Noruega y Dinamarca impidieron el desarrollo de la ciudad hasta el reinado de Carlos IX, que fundó un poblado en la isla Hisingen, en 1603, dándole el nombre de Göteborg, poblándolo con inmigrantes alemanes, escoceses y neerlandeses (en su mayoría del sur de los Países Bajos), a los que prometió libertad de religión y comercio, que estaban muy comprometidas en su país de origen, pensando también en aprovechar los conocimientos en la construcción de fortificaciones y los contactos comerciales que aportarían. Sin embargo, no pasó mucho tiempo antes que los daneses lo conquistaran y destruyeran, en 1611.
En 1621, el rey Gustavo II Adolfo decidió construir la ciudad en el lugar que hoy ocupa, dotándola de muros fortificados, lo que permitió su desarrollo y prosperidad.
No fue casualidad que fueran neerlandeses de la provincia de Holanda los constructores de la nueva ciudad. El terreno era pantanoso e inestable, por lo que las técnicas usadas para fundar Ámsterdam, fueron utilizadas para construir Gotemburgo, incluyendo la construcción de los canales que la cruzan.
El poder político estuvo en manos de los inmigrantes neerlandeses hasta el fallecimiento del último concejal de este origen, en 1652. El poder político era tal, que hubo proposiciones de decretar el neerlandés como la lengua oficial de Gotemburgo.
En 1658 se firmó el Tratado de Roskilde, en el cual Suecia obtuvo de Noruega la región de Bohuslän, hacia el norte; y de Dinamarca la provincia de Halland, hacia el sur, lo que permitió finalmente consolidar a Gotemburgo como ciudad y puerto estratégico, recibiendo además el privilegio real de comerciar con otros países.
Durante el reinado de Carlos XI se construyeron dos fortificaciones importantes. En 1689 el fuerte Skansen Kronan en el hoy barrio Haga, y en 1694 el fuerte Skansen Lejonet con muros de 7 m de espesor, ya que también era un polvorín, en el hoy barrio Gullbergsvass.
En 1731 se fundó la Compañía sueca de las Indias Orientales, con sede en la ciudad, que la hizo florecer económicamente, con el provechoso comercio con Asia. Su punto de embarque estaba en el lugar llamado Klippan.
A comienzos del siglo XIX la principal actividad económica era la pesca, acompañada del tráfico comercial de Suecia hacia el oeste, principalmente hacia Estados Unidos. En 1874 se construyó el Feskekôrka, un mercado de pescado cubierto que debe su nombre a la semejanza del edificio con una iglesia gótica.
Ya a mediados de siglo la ciudad comenzó a desarrollarse industrialmente, acompañado de la construcción de un importante astillero (1841-1977). La prosperidad de la ciudad no era sin embargo la prosperidad de Suecia, ya que nada menos que 1 300 000 suecos tuvieron que emigrar entre 1820 y 1920, debido a la mala situación económica en que vivían, siendo su destino principalmente Estados Unidos, vía Gotemburgo.
A comienzos del siglo XX era ya una moderna ciudad industrial, sede de importantes industrias como SKF (1907) y Volvo (1926), con una población de 130 000 habitantes (en 1900). La ciudad celebró en 1923 su 300º aniversario con una gran exposición internacional, la Exposición Conmemorativa de Gotemburgo (1923).
Durante el transcurso del siglo comenzó a disminuir la actividad industrial y el astillero fue desmantelado, pero aumentó su actividad comercial, el desarrollo del turismo y de instituciones educacionales y culturales.

## Geografía y naturaleza

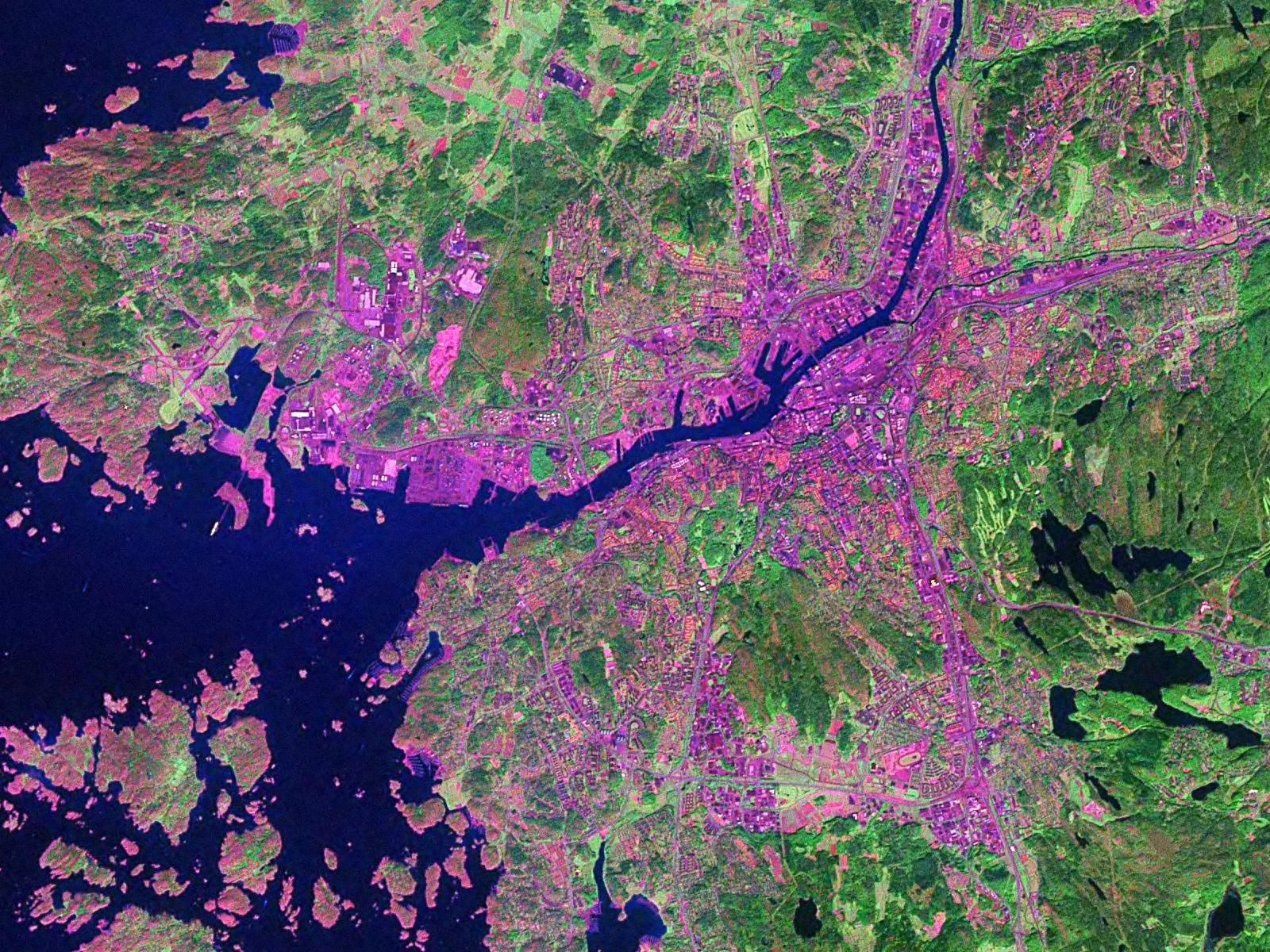
Gotemburgo desde el cielo

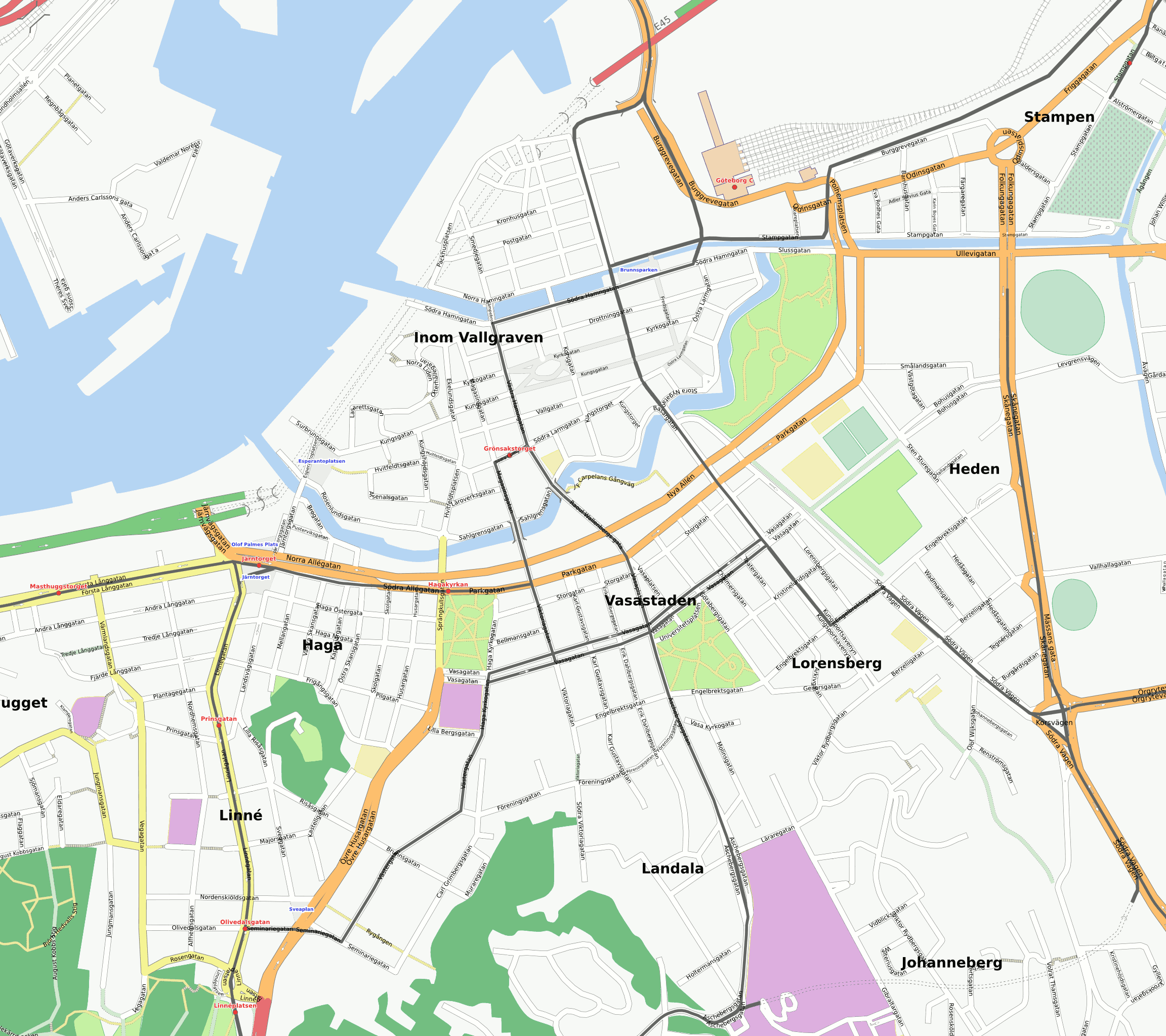
Mapa del centro de la ciudad

Gotemburgo está ubicada en la costa oeste de Suecia, en la provincia de Gotia Occidental, frente al estrecho de Kattegat —que es un brazo del mar del Norte—, en la desembocadura del río Göta älv. Está situada en ambos lados del río Göta älv.
Con una superficie de 448 km², limita al norte con el municipio de Kungälv, al noreste con el municipio de Ale, al este con los municipios de Lerum y Partille, al sudeste con los municipios de Härryda y Mölndal, al sur con el municipio de Kungsbacka, y al oeste con el estrecho de Kattegat.
La costa es peñascosa, con numerosas islas, que forman el archipiélago de Gotemburgo. Este tipo de costa es típica de la provincia de Bohuslän.
La ciudad tiene un clima relativamente moderado y bastante lluvia, causados por la corriente del Golfo.
El área metropolitana abarca las comunas de Ale, Härryda, Kungälv, Lerum, Mölndal, Partille, Stenungsund, Tjörn y Öckero en la provincia de Gotia Occidental, y Kungsbacka en la provincia de Halland.
La isla Hisingen, que forma parte de la ciudad y es la cuarta isla de Suecia en tamaño (199 km²), está separada de la costa por el río Göta älv al sur, y el río Nordre älv al norte.
La geografía de los alrededores está compuesta de montes rocosos con siete valles arcillosos entre sí, atravesados por ríos y arroyos que van a desembocar al mar.
Existen dos bosques mayores, el Skanberget o Risåsen, y el Ramberget, desde cuya cima se obtiene una vista panorámica de la ciudad.
Hay 14 reservas naturales: Vättlefjäll, Göta-Nordre Älv, Prästgårdskilen, Sillvik, Rya skog, Vrångöskärgården, Delsjöområdet, Änggårdsbergen, Sandsjöbacka, Hult Åsen, Vinga, Vargö, Erdalsen y Safjället.

### Los 21 barrios
Gotemburgo se encuentra dividida en 21 barrios: Askim, Backa, Bergsjön, Biskopsgården, Centro (Centrum), Frölunda, Gunnared, Härlanda, Högsbo, Kortedala, Kärra-Rödbo, Linnéstaden, Lundby, Lärjedalen, Majorna, Styrsö, Torslanda, Tuve-Säve, Tynnered, Älvsborg, Örgryte.

## Demografía
| Gráfica de evolución de Gotemburgo entre 1900 y 2020 |
|                                                      |
| Fuente: Statistisk tidskrift 1903. häft: 129-130     |

## Clima
El clima de Gotemburgo es oceánico. En verano las temperaturas máximas rondan los 19-22 °C y las mínimas 10-13 °C. En invierno las máximas rondan los 0-2 °C y las mínimas -2 y -4 °C. Las precipitaciones son abundantes y regulares siendo el verano y el otoño las estaciones más lluviosas y la primavera la más seca. La máxima temperatura registrada en Gotemburgo fue 34.1 °C. La temperatura más baja que se registró es de -26.4 °C.
| Parámetros climáticos promedio de Gotemburgo | Parámetros climáticos promedio de Gotemburgo | Parámetros climáticos promedio de Gotemburgo | Parámetros climáticos promedio de Gotemburgo | Parámetros climáticos promedio de Gotemburgo | Parámetros climáticos promedio de Gotemburgo | Parámetros climáticos promedio de Gotemburgo | Parámetros climáticos promedio de Gotemburgo | Parámetros climáticos promedio de Gotemburgo | Parámetros climáticos promedio de Gotemburgo | Parámetros climáticos promedio de Gotemburgo | Parámetros climáticos promedio de Gotemburgo | Parámetros climáticos promedio de Gotemburgo | Parámetros climáticos promedio de Gotemburgo |
| Mes                                          | Ene.                                         | Feb.                                         | Mar.                                         | Abr.                                         | May.                                         | Jun.                                         | Jul.                                         | Ago.                                         | Sep.                                         | Oct.                                         | Nov.                                         | Dic.                                         | Anual                                        |
| -------------------------------------------- | -------------------------------------------- | -------------------------------------------- | -------------------------------------------- | -------------------------------------------- | -------------------------------------------- | -------------------------------------------- | -------------------------------------------- | -------------------------------------------- | -------------------------------------------- | -------------------------------------------- | -------------------------------------------- | -------------------------------------------- | -------------------------------------------- |
| Temp. máx. abs. (°C)                         | 10.8                                         | 11.2                                         | 18.9                                         | 28.5                                         | 29.8                                         | 32.0                                         | 34.1                                         | 33.5                                         | 28.5                                         | 20.7                                         | 14.2                                         | 11.5                                         | 34.1                                         |
| Temp. máx. media (°C)                        | 2.3                                          | 2.7                                          | 6.5                                          | 12.6                                         | 17.0                                         | 20.1                                         | 22.9                                         | 21.8                                         | 18.0                                         | 12.0                                         | 7.6                                          | 3.9                                          | 12.2                                         |
| Temp. media (°C)                             | 0.1                                          | 0.3                                          | 3.0                                          | 7.6                                          | 12.7                                         | 15.5                                         | 18.9                                         | 18.0                                         | 14.4                                         | 9.0                                          | 5.6                                          | 1.7                                          | 8.9                                          |
| Temp. mín. media (°C)                        | -2.0                                         | -2.1                                         | -0.5                                         | 3.7                                          | 8.4                                          | 11.9                                         | 14.9                                         | 14.2                                         | 10.7                                         | 6.0                                          | 3.7                                          | -0.4                                         | 5.7                                          |
| Temp. mín. abs. (°C)                         | -26.0                                        | -22.8                                        | -19.2                                        | -11.0                                        | -4.3                                         | 1.8                                          | 5.3                                          | 3.5                                          | -2.5                                         | -8.5                                         | -13.5                                        | -21.9                                        | -26.0                                        |
| Precipitación total (mm)                     | 68                                           | 41                                           | 54                                           | 42                                           | 48                                           | 59                                           | 72                                           | 74                                           | 84                                           | 87                                           | 87                                           | 75                                           | 791                                          |
| Días de precipitaciones (≥ 1 mm)             | 15                                           | 12                                           | 10                                           | 12                                           | 10                                           | 12                                           | 14                                           | 14                                           | 16                                           | 15                                           | 16                                           | 17                                           | 163                                          |
| Horas de sol                                 | 40                                           | 71                                           | 126                                          | 182                                          | 241                                          | 266                                          | 243                                          | 220                                          | 143                                          | 94                                           | 58                                           | 38                                           | 1722                                         |
| Fuente n.º 1:                                |                                              |                                              |                                              |                                              |                                              |                                              |                                              |                                              |                                              |                                              |                                              |                                              |                                              |
| Fuente n.º 2:                                |                                              |                                              |                                              |                                              |                                              |                                              |                                              |                                              |                                              |                                              |                                              |                                              |                                              |

## Patrimonio
El mar y la historia comercial e industrial de la ciudad se reflejan en la vida cultural de la ciudad.

### Archipiélago
Una popular atracción turística es el paseo en barco por el archipiélago, donde se pueden visitar la fortaleza Nueva Älvsborg, el islote Vinga con su faro erigido en 1851 y las islas Styrsö: Asperö - Brännö - Donsö - Knarrholmen - Kårholmen - Köpstadsö - Sjumansholmen - Stora Förö - Styrsö - Vargö y Vrångö, que están ubicadas al sur del archipiélago. Existen referencias en las sagas islandesas, que podrían mencionar algunas de estas islas como lugares de reunión de los jefes vikingos, con el nombre de Elfarsker (los islotes del río).

### Parques emblemáticos
Hay varios parques en el interior de la ciudad. La cercanía entre ellos forma una gran zona de recreo. Los más conocidos son:
- Slottsskogen (el bosque del castillo), tiene una superficie de 137 ha. Su nombre se refiere a la fortaleza Älvsborg, ya desaparecida. El bosque perteneció a la casa real sueca hasta 1868, cuando se traspasó a la ciudad y fue convertido en parque en 1874. Es un parque abierto de libre acceso, con grandes áreas verdes, muy visitadas en los días de verano por la población. En sus terrenos está ubicado el Museo de historia natural, un observatorio, un pequeño zoológico orientado a los niños, un museo de viviendas, canchas deportivas y café-restaurante.
- Vasaparken es un parque con alamedas donde está ubicada la Universidad de Gotemburgo.
- El parque Trädgårdsföreningen – el Jardín Botánico de Gotemburgo — el parque Söderlingska.

### La Avenida
Kungsportsavenyn, llamada coloquialmente Avenyn (la Avenida) es el principal bulevar de la ciudad, de aproximadamente 2 km de extensión, que va desde el antiguo foso que defendía la ciudad al pie de los muros fortificados, hasta Götaplatsen, una plaza flanqueada por el Museo de Bellas Artes, la Sala de Conciertos y el Teatro municipal. En el trayecto se encuentran también el Gran Teatro y la Biblioteca municipal. Dotada de anchas aceras, fue diseñada y construida entre las décadas de 1860 y 1870. La mayor concentración de pubs y restaurantes de la ciudad se encuentra allí.

### Museos

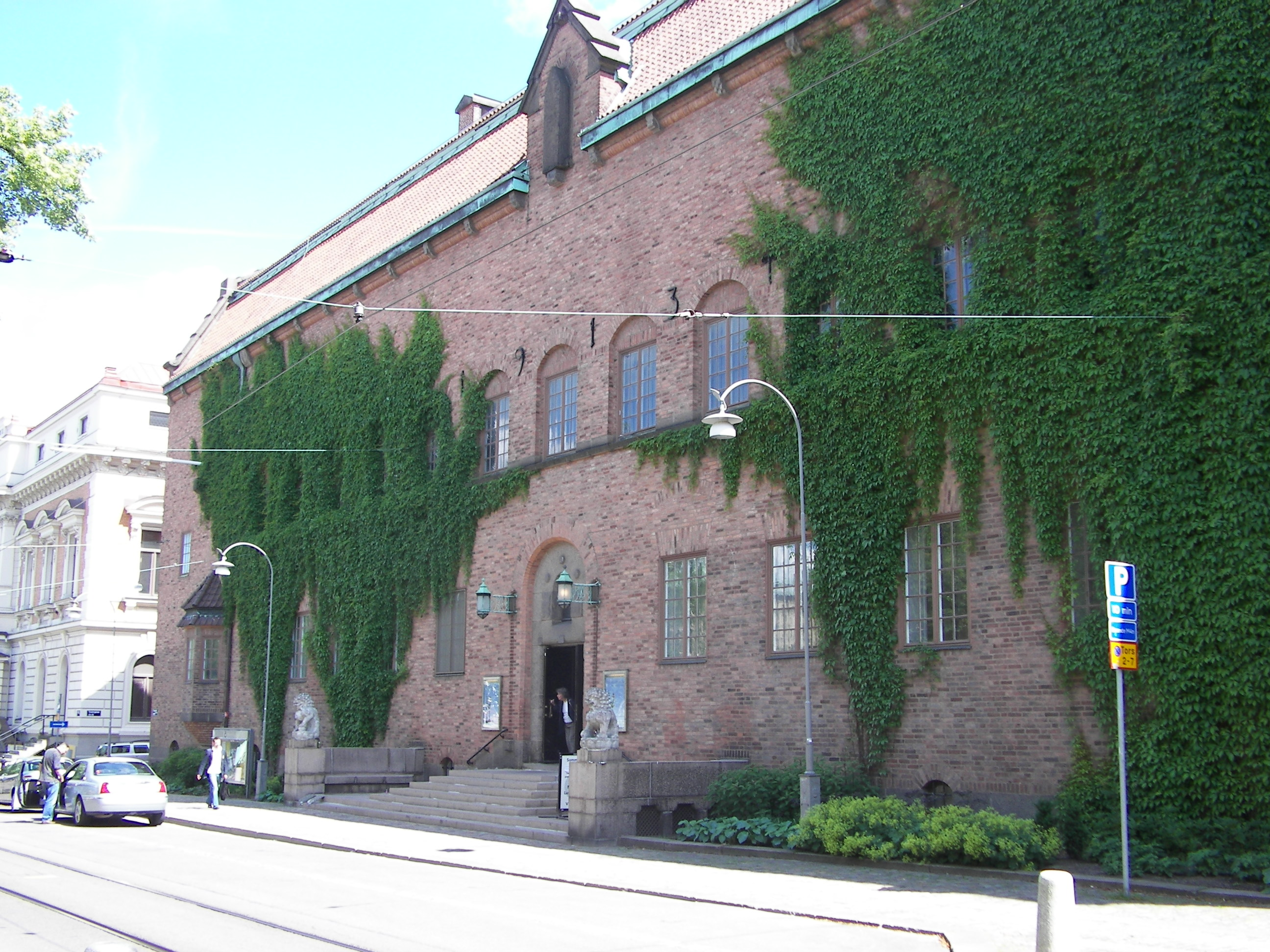
Fachada principal del Museo Röhsska

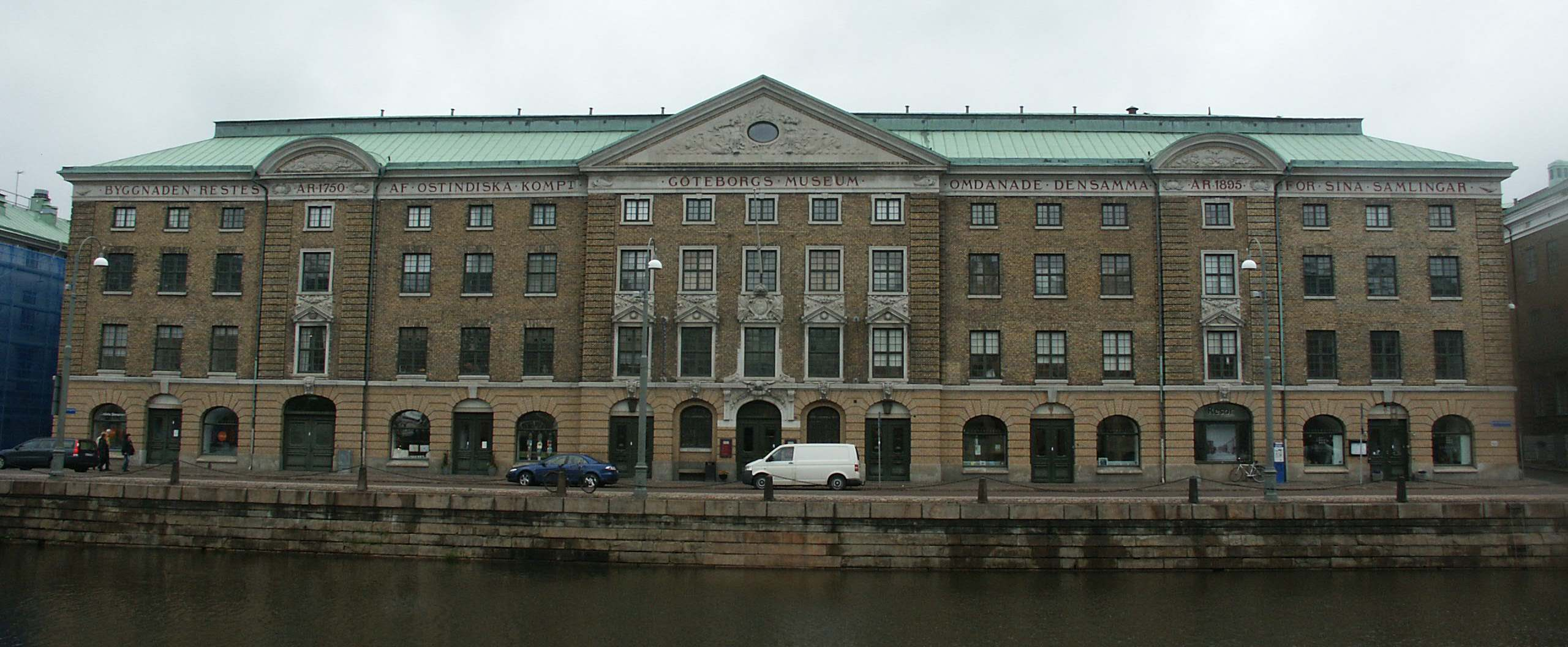
Museo municipal

La ciudad cuenta con varios museos, destacando:
- El Museo de Bellas Artes (Göteborgs konstmuseum), que tiene una importante colección de pinturas de artistas suecos como Anders Zorn, Bruno Liljefors, Hanna Pauli, Carl Larsson; los noruegos Christian Krohg y Edvard Munch; otros europeos como los neerlandeses Rubens y Rembrandt, el noruego-danés Peder Severin Kroyer. Las obras expuestas cubren un período que va desde el siglo XV hasta nuestros días. Se exhibe también una gran colección de esculturas.
- El Centro Hasselblad, con exhibiciones fotográficas, comparte espacio con el museo.
- El Salón de arte moderno, con exhibiciones permanentes durante todo el año. Está vecino al museo de Bellas Artes.
- El Museo Röhss, el único en Suecia orientado al diseño y a las artes decorativas.
- El Museo Municipal ocupa la antigua sede de la Compañía sueca de las Indias Orientales y exhibe períodos de la historia de Gotemburgo y Suecia entre otros.
- El Museo de Historia Natural exhibe una amplia muestra de taxidermia que incluye un ballenato azul.
- El Museo Patricio (Sjöfartsmuseet) en el barrio Majorna, exhibe la historia naval, pesquera y del mar en Gotemburgo. Posee además un acuario y un terrario.
- Maritiman, antes llamado Göteborgs Maritima Centrum, comprende la exhibición de una quincena de naves de varios tipos, incluyendo un monitor.
- Barken Viking es uno de los pocos veleros de cuatro mástiles existentes en el mundo. Originalmente fue un buque-escuela de la marina mercante de Dinamarca, construido en 1906. La ciudad de Gotemburgo lo compró en 1951 para usarlo como escuela de tripulantes y de culinaria.
- Universeum es un centro científico para exhibiciones orientadas al público en general.
- El Museo de la Cultura Mundial (Världskulturmuseet), un museo inaugurado en 2004 orientado a la exhibición de distintas culturas del mundo.
- Volvo Museum exhibe colecciones de los distintos productos fabricados por la empresa Volvo desde su fundación.

### Teatros
La ciudad cuenta con varios teatros, destacando:
- Stora Teater (Gran Teatro) popularmente llamado Storan (el Grande) fue inaugurado en 1859 con el nombre de Nya Theatern. Entre 1920 y 1994 fue el principal escenario de la ciudad para espectáculos musicales como operas, operetas y musicales. Con la inauguración de la Ópera de Gotemburgo, en 1994, pasó a ser una filial del Teatro municipal.
- Teatro de Lorensberg (Lorensbergsteatern), inaugurado en 1916 y considerado uno de los más modernos de su época, tanto por su capacidad de 790 butacas, como por su escenario giratorio y su ciclorama. Está ubicado en la plaza del mismo nombre
- Teatro Municipal de Gotemburgo (Göteborg Stadsteater), inaugurado en 1934. Está ubicado en la plaza Göta (Götaplatsen), punto cultural gotemburgués. Su arquitectura es neoclásica.
- Folkteatern (Teatro del Pueblo) fue inaugurado en 1951. Está ubicado en la plaza Järntorget, en los límites de los barrios Haga, Linnéstaden y Masthugget, junto a los locales de la Casa del Pueblo y otras instituciones pertenecientes al movimiento obrero sueco.
- Teatro de Backa (Backa Teater) es una institución teatral orientada a los niños y jóvenes. Fundado en 1978 como la Compañía de teatro escolar, dependiente del Teatro municipal, obtuvo su nombre actual en 1982. En 1989 tuvo su primer local en Backaplan, Hisingen. Fue designado como Escenario Nacional para niños y jóvenes entre 1997 y 1999. En octubre de 2007 se trasladó a su nuevo local en Lindholmen.
- Ópera de Gotemburgo (Göteborgsoperan), inaugurado en 1994.

### Música
Gotemburgo fue la cuna del New Wave of Swedish Death Metal (nueva ola del death metal sueco), ya que bandas locales como In Flames, Dark Tranquillity, At the Gates y Avatar dieron el pie inicial, caracterizando luego el death metal melódico, que es una rama que permite utilizar mucha más técnica que el death metal original, así como las escalas menores y armónicas menores, dándole un tinte agridulce, y con bastantes influencias de black metal, por lo que genera una atmósfera melancólica y solemne, sin dejar de lado su base death-metalera.

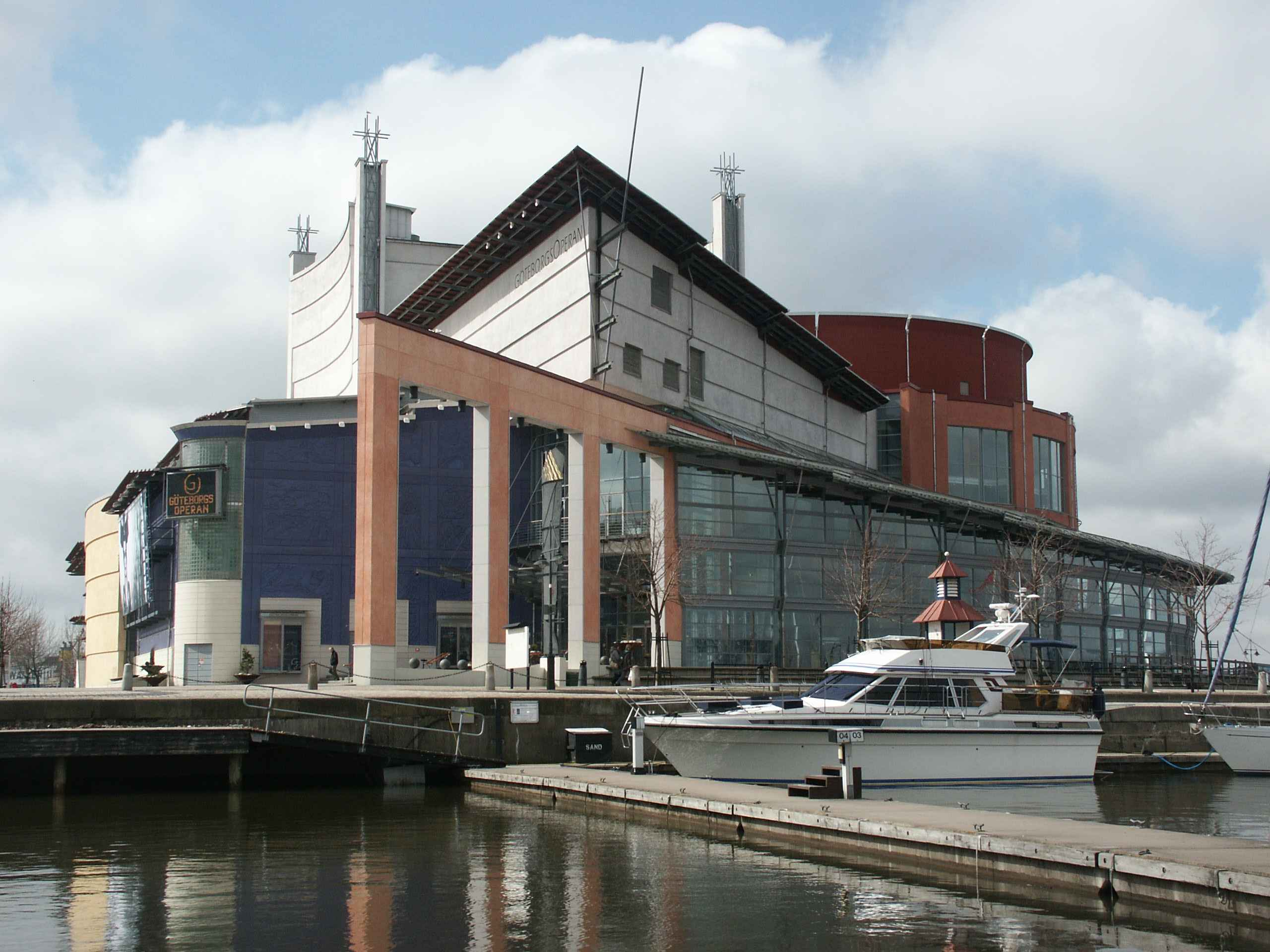
Edificio de la ópera

- Göteborgs Konserthus (la Casa de Conciertos de Gotemburgo) forma parte del complejo cultural de Götaplatsen. Fue inaugurada en 1935, tiene 1247 butacas y una acústica musical en su salón principal, recubierto de arce sicomoro, destacable por su calidad. El destacado director de orquesta Neeme Järvi dirigió la Orquesta Sinfónica de Gotemburgo (Göteborgs Symfoniker) de 1982 a 2004.
- Ópera de Gotemburgo (Göteborgsoperan), la más reciente gran inversión cultural de la región, construida de 1991 a 1994 en un lugar privilegiado en la ribera del canal Göta, tiene 1301 butacas y en él se representan óperas, ballet, musicales y operetas.

Es la ciudad de origen de Ace of Base, el tercer grupo sueco que más discos ha vendido en la historia solo tras ABBA y Roxette. También son originarios de Goteburgo las bandas Oi!, Perkele, Protestera, Warvictims y Anti Cimex.

### Cine
Göteborgs filmfestival (Festival internacional de cine de Gotemburgo), festival sin fines de lucro que se celebra cada año en la última semana de enero, desde 1979. El punto central está en salón de cine Draken en la Plaza Järntorget.

### Eventos
- Kulturkalaset es un festival popular organizado por la ciudad de Gotemburgo. Antes llamado Göteborgskalaset es un festival popular que se celebra en la segunda semana de agosto en el centro de la ciudad, con múltiples escenarios, acompañado de locales de degustación. Para el año 2007 se planeó llamarlo Kulturkalaset (Festejo Cultural), para cambiar el carácter de "botellón" que el primero había adquirido. La decisión fue muy controvertida. En 2010 se celebró entre el 10 y 20 de agosto.
- Hammarkullekarnevalen (el Carnaval de Hammarkullen) es una fiesta popular que nació en 1974 por iniciativa de los vecinos y de los funcionarios de recreación del barrio Hammarkullen. De ser un desfile por las calles del barrio, se fue transformando en un carnaval por influencia de la gran colonia inmigrante latinoamericana residente allí, y se ha desarrollado profesionalmente hasta alcanzar fama y prestigio. Se presenta en la última semana de mayo y dura tres días.
- Cortègen es un desfile organizado por estudiantes de la Universidad Técnica Chalmers. Iniciado en 1909 como celebración del comienzo de la primavera, ha ido evolucionando como una fiesta estudiantil, en la cual unos 500 estudiantes construyen sus propios “carros”, que representan con sentido cómico, diversos temas del año recién pasado y algunos inventos absurdos. Se celebra el 30 de abril y es muy esperado por la población.
- Svenska Mässan (la Feria de muestras de Gotemburgo): Inaugurada en 1918, ha ido creciendo hasta alcanzar una superficie de 4,1 ha. En 1982 se presentó la primera muestra de libros (Bok & Biblioteksmässan) que se ha constituido en la principal muestra del rubro de los países nórdicos.
- Göteborg Jazz Festival es un festival musical anual desde 1985, principalmente orientado al jazz tradicional. Unas 25 bandas internacionales interpretan su repertorio en 7 distintos restaurantes y una iglesia. Dura tres días. En 2010 se desarrolla entre el 18 y 20 de mayo.
- Göteborg Dans & Teater Festival es un festival internacional de danza y teatro que se celebra año por medio desde 1984. Fuera de las representaciones, se incluyen seminarios, conferencias y talleres. Algunas piezas se muestran en escenarios al aire libre. En 2010 el festival se desarrolla entre el 20 y 28 de agosto.
- Göteborgs Internationella Konstbiennal en una muestra bienal de arte contemporáneo inspirada en un tema. En la Quinta Bienal 2009 participaron 17 artistas internacionales. Se celebró entre el 5 de septiembre y el 15 de noviembre de 2009.
- Feria del Libro de Gotemburgo (Bokmässan), creada en 1985, es la mayor feria dedicada a los libros de Escandinavia; se celebra todos los años en agosto/septiembre.

La ciudad celebró en 1923 con una gran exposición internacional, la Exposición Conmemorativa de Gotemburgo (1923), su 300.º aniversario. En 1985 albergó el Festival de la Canción de Eurovisión 1985.

### Tranvías

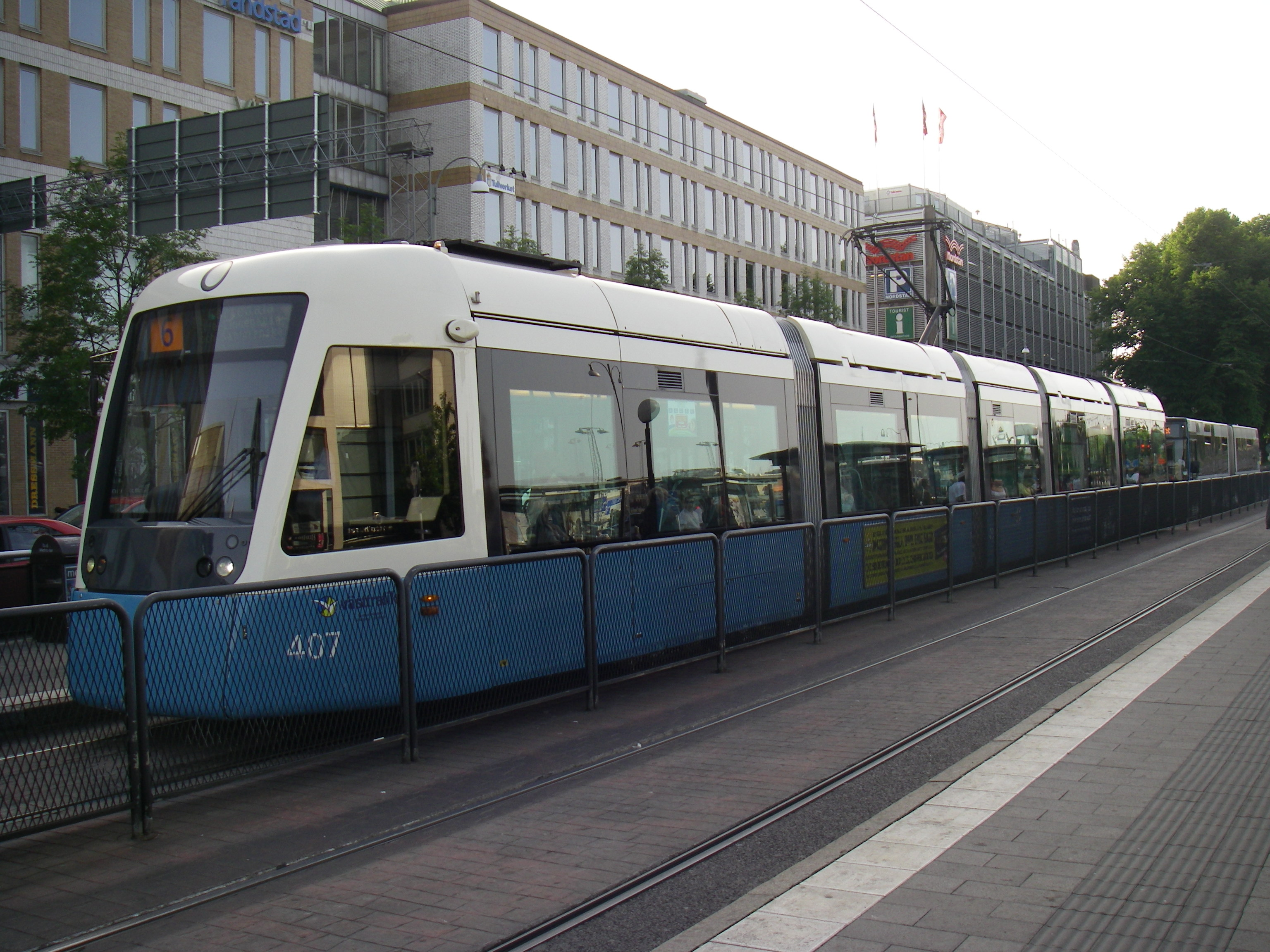
Tranvía

La primera línea de tranvía fue iniciada por la empresa británica Gothemburg Tramway Ltd. en 1879 y era de tracción animal. La empresa fue adquirida por la ciudad en 1900 y la línea fue electrificada dos años más tarde. Desde 1907 comenzó a extenderse y ya en 1940 había alcanzado la zona de Hisingen.
En la década de 1960 sus líneas llegaban a los suburbios de Tynnered, Angered, Bergsjön y Länsmansgården. Estos últimos tramos se construyeron sin cruces a niveles y con varios túneles, previendo una futura transformación a un sistema de metro, pero los planes se desecharon por el alto costo que tendría su construcción, especialmente en la zona centro donde el suelo es fangoso.
Actualmente cuenta con 12 líneas, más una que solo presta servicio por las mañanas.
La sociedad cultural Spårvägssällskapet Ringlinien administra el recorrido de una línea histórico-turística con carros antiguos, algunos abiertos.

## Educación
El año 1630 se estableció la primera escuela básica con el nombre de «Escuela pública para la educación juvenil en estudios teóricos»
(Allmän skola till ungdomens undervisning i bokliga konster), que tuvo su primer local en los patios de la catedral de Gotemburgo (Domkyrkan). El año 1647 la reina Cristina le otorgó una carta fundacional que elevó su rango a institución de educación secundaria, recibiendo el nombre de «Real escuela secundaria de Gotemburgo» (Götheborgs Konglig Gymnasium). Actualmente hay alrededor de cuarenta instituciones de educación secundaria
(gymnasieskolor), siendo una de las más antiguas Hvitfeldtska gymnasiet, fundada también en 1647.

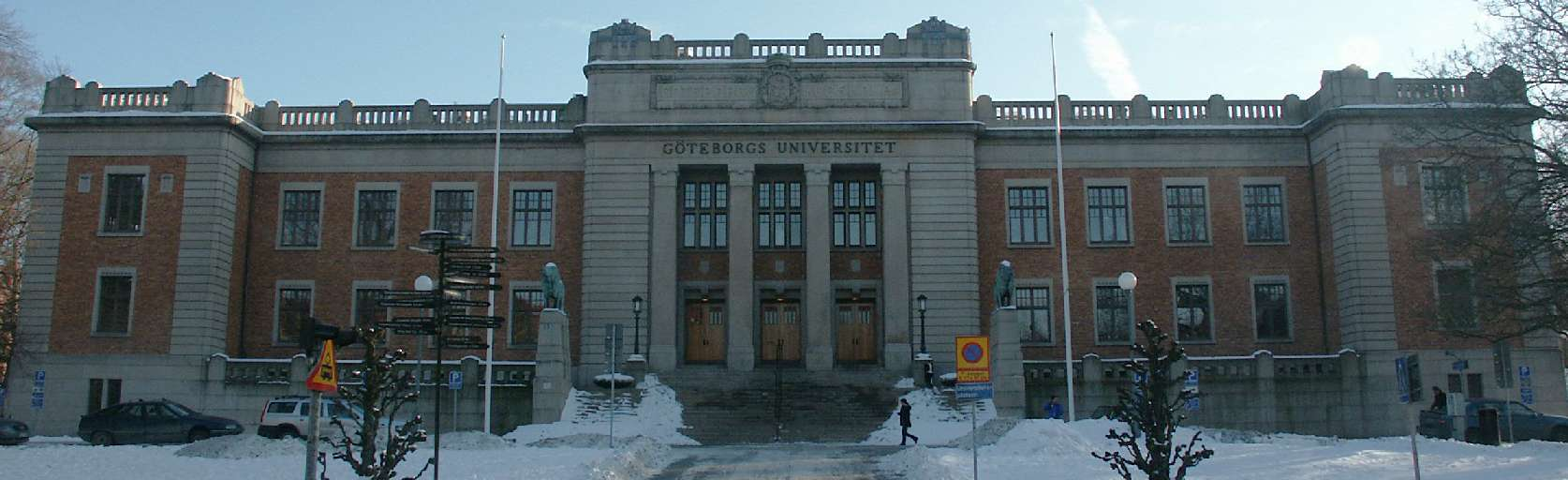
Fachada de la Universidad de Gotemburgo

Existen dos universidades, una es la Universidad de Gotemburgo (Göteborgs universitet) fundada en 1891, con facultades como la Escuela de Negocios (Handelshögskolan vid Göteborgs universitet), el Hospital Universitario Sahlgrenska (Sahlgrenska Universitetssjukhuset) y la Escuela de Bellas Artes Valand (Konsthögskolan Valand).
La otra es la Universidad Tecnológica Chalmers (Chalmers tekniska högskola) fundada en 1829. Ambas iniciaron sus actividades gracias a donaciones privadas. Juntas tienen más de 60 000 estudiantes, lo que hace de Gotemburgo la ciudad con más población universitaria de Escandinavia.
También hay cuatro universidades populares: (Folkhögskola) : Arbetarrörelsens Folkhögskola i Göteborg, Folkhögskolan i Angered, Göteborgs Folkhögskola y Kvinnofolkhögskolan, orientadas a la educación de adultos.

## Galería

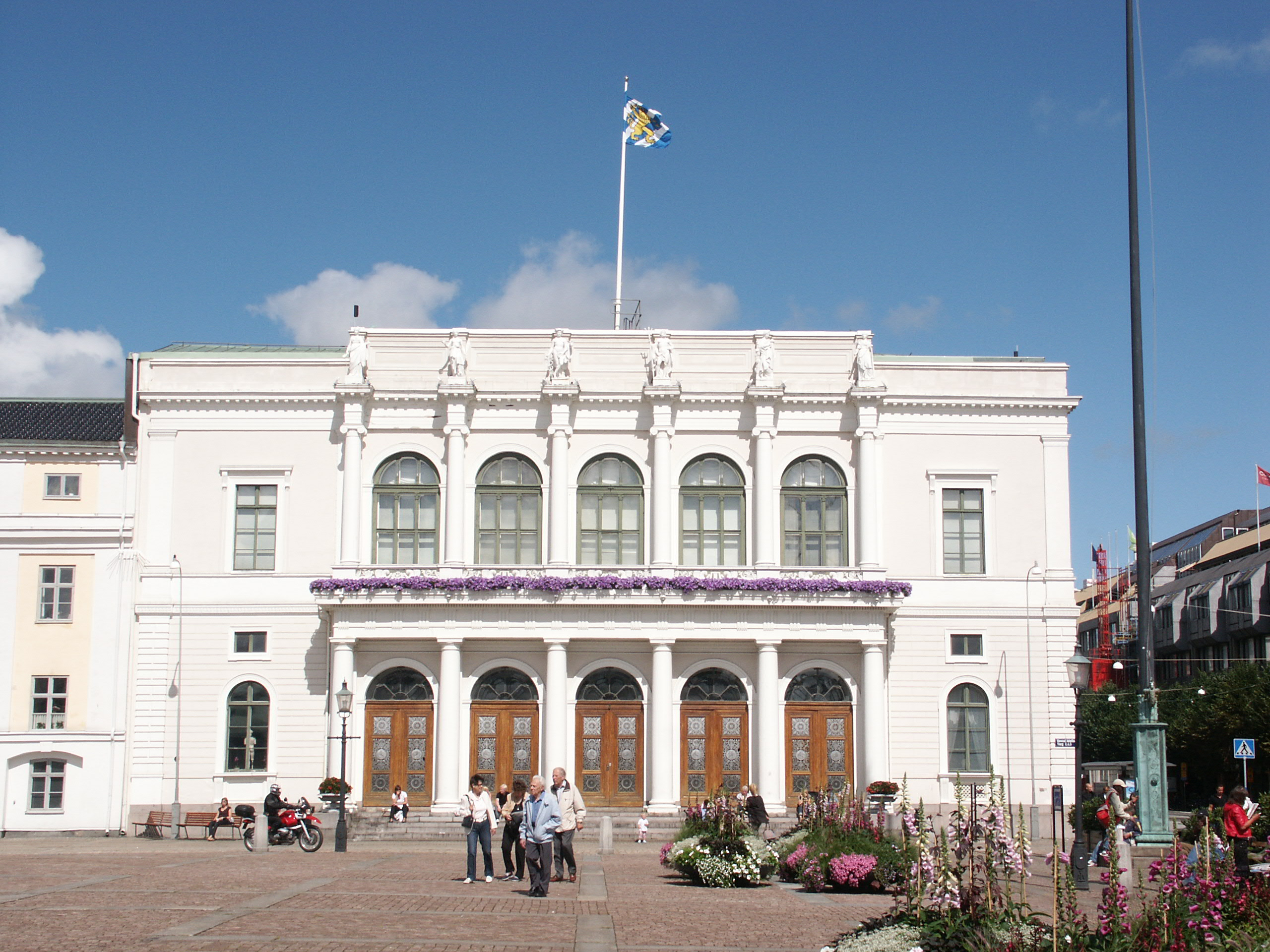
Ayuntamiento de la ciudad
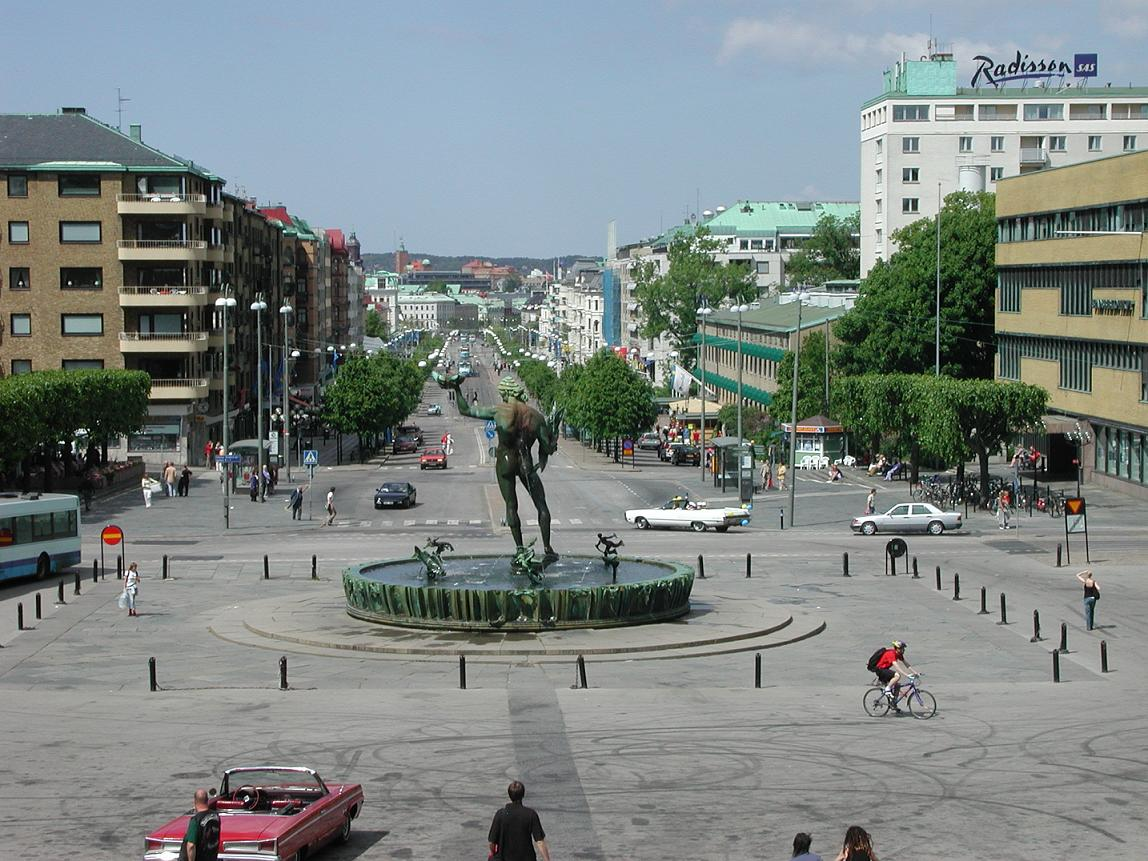
Götaplatsen y Kungsportsavenyn
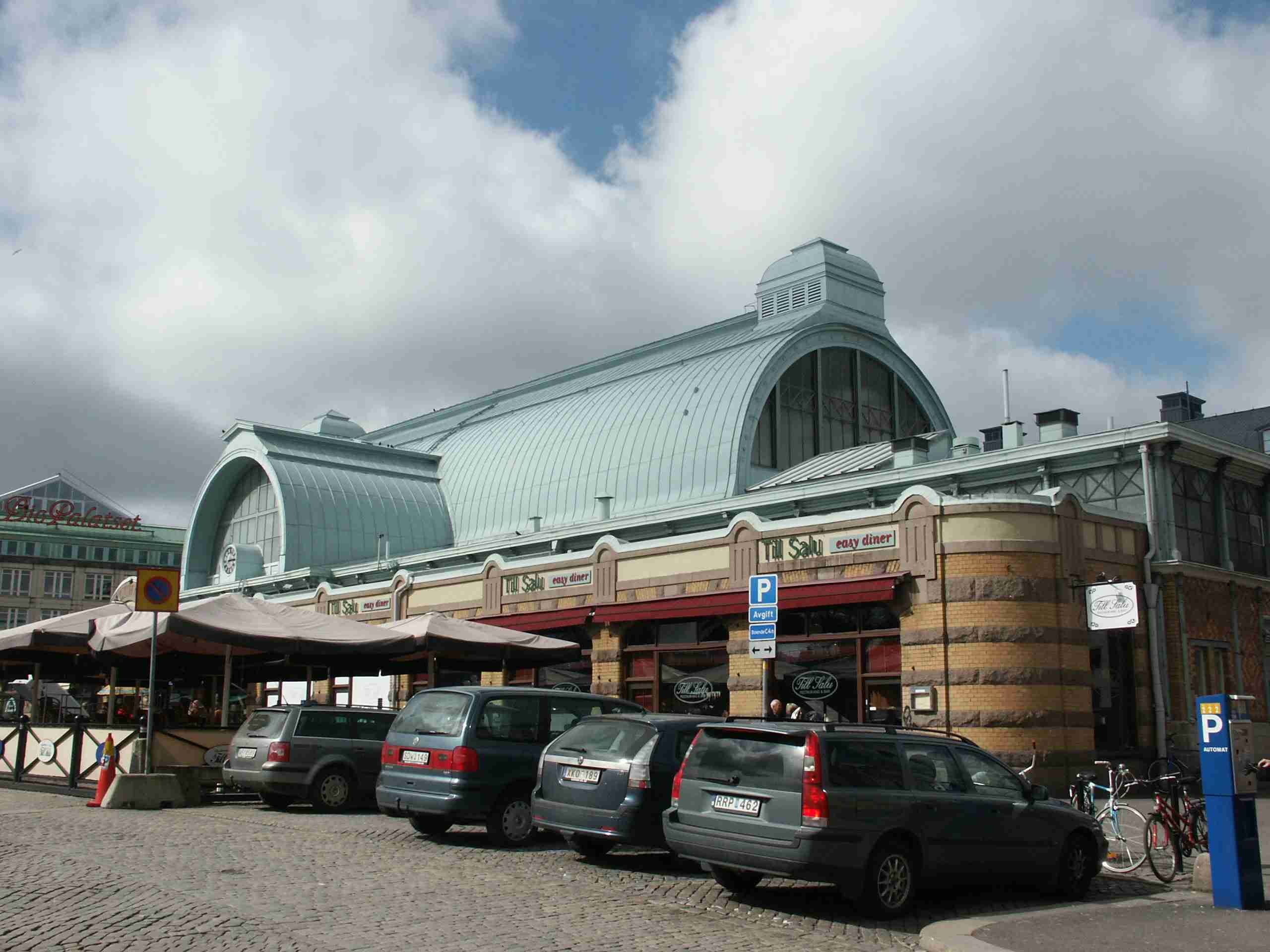
Mercado
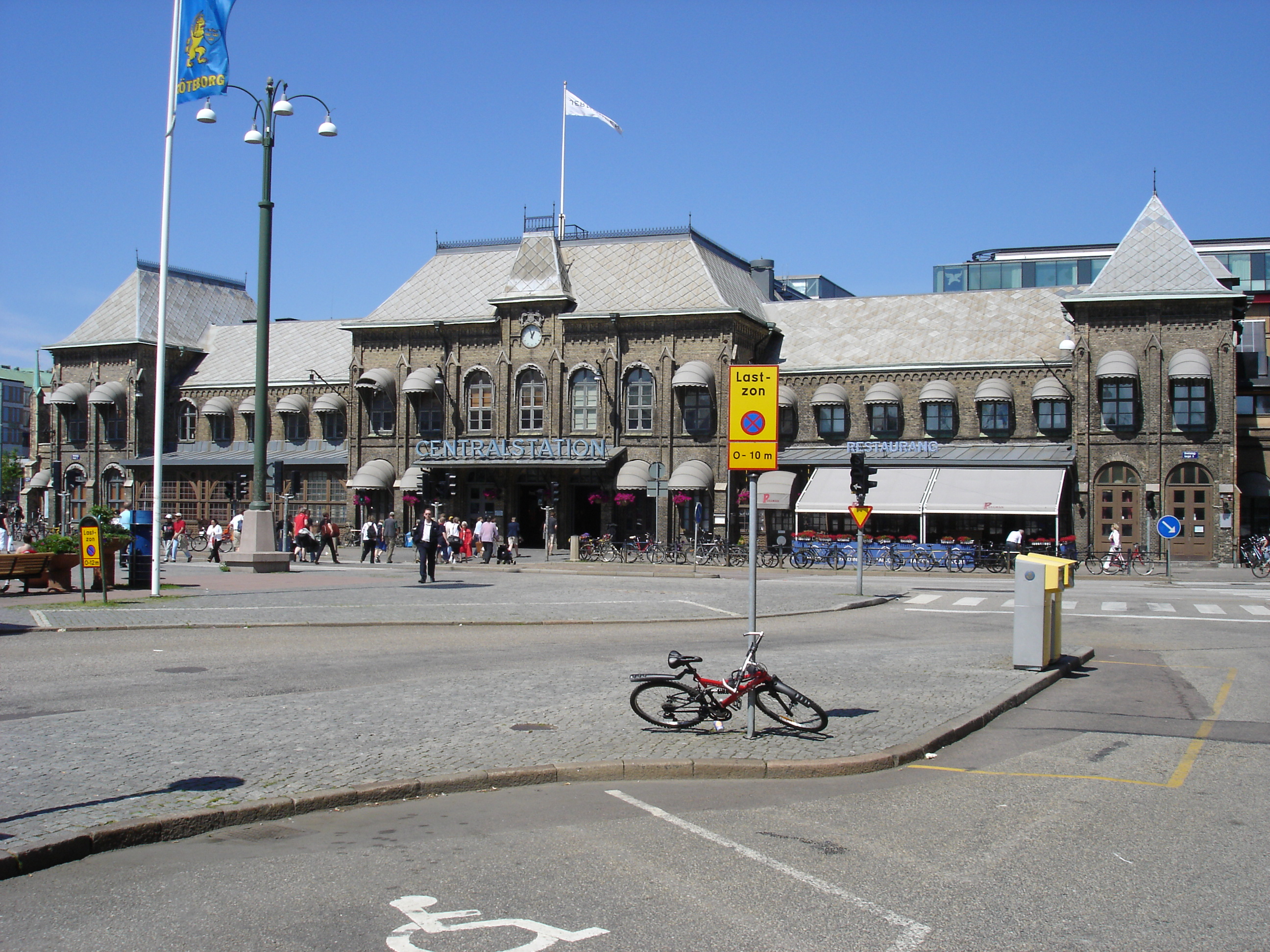
Estación de tren
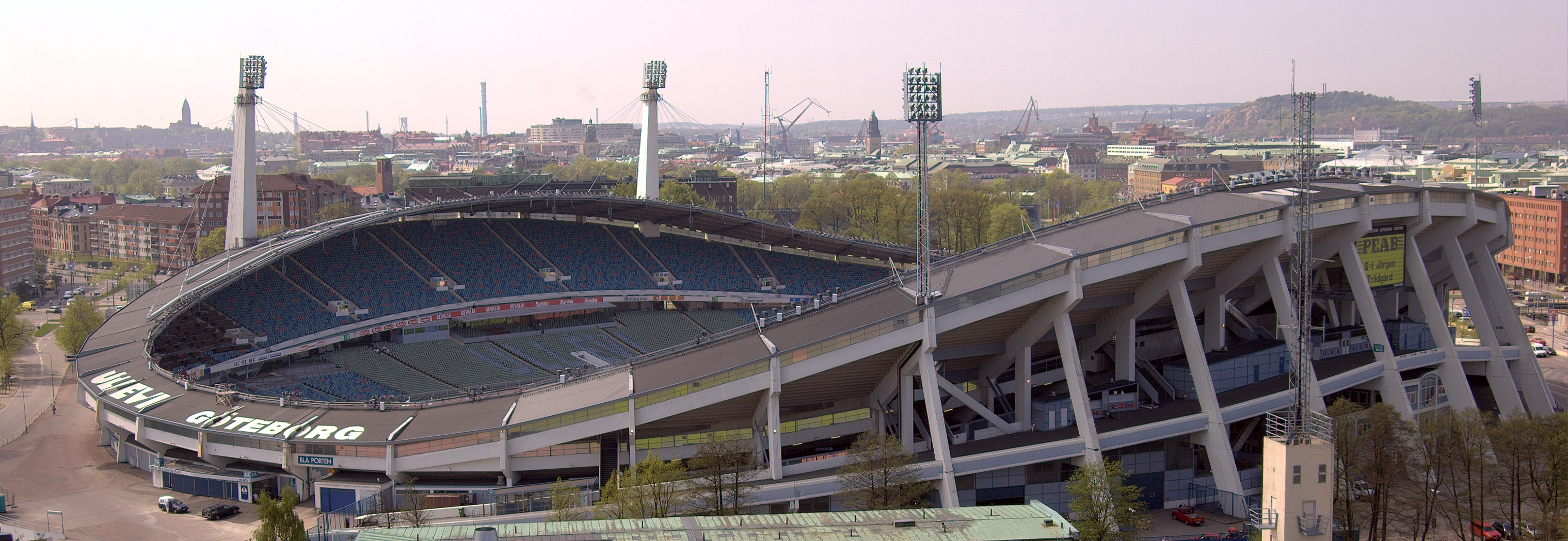
Estadio Ullevi
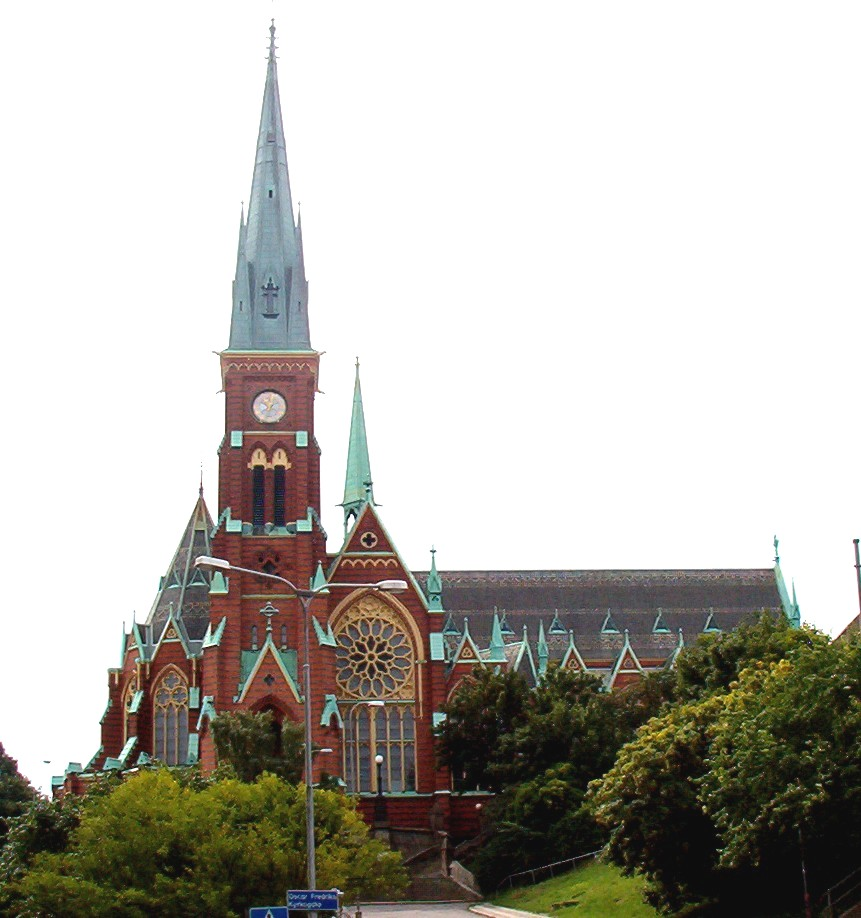
Iglesia Oscar Fredrik
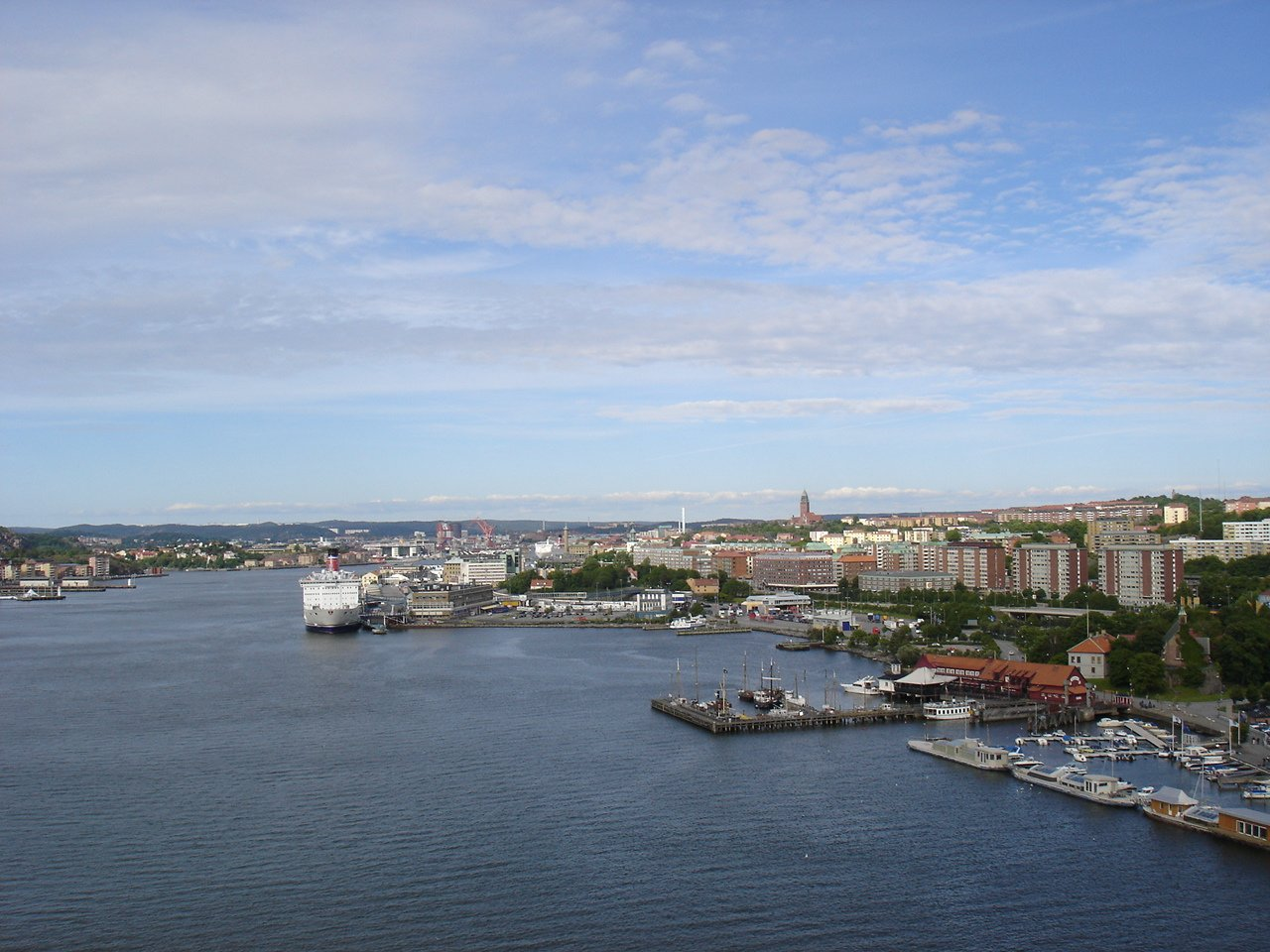
Vista de Gotemburgo desde el puente de Älvsborgs
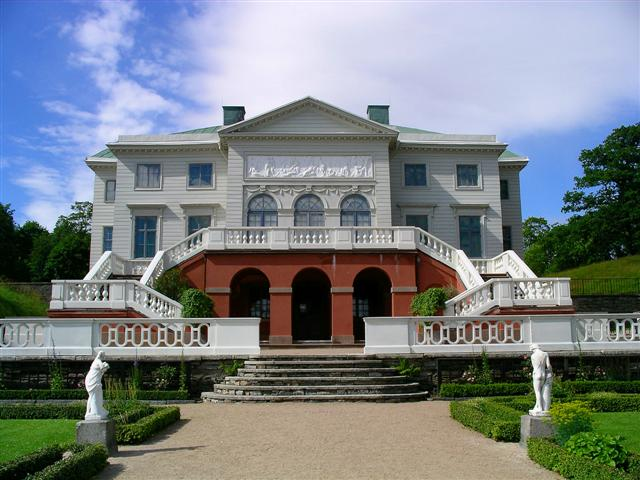
Palacio de Gunnebo

## Ciudades hermanas
- Aarhus (Dinamarca)
- Badalona (España)
- Bergen (Noruega)
- Chicago (Estados Unidos)
- Cracovia (Polonia)
- Lyon (Francia)[6]
- Oslo (Noruega)
- Rostock (Alemania)
- San Petersburgo (Rusia)
- Shanghái (China)
- Tallin (Estonia)
- Turku (Finlandia)
- Monterrey (México)
- Gjirokastra (Albania)